# Shushikend
Shushikend (azerbajdzjanska: Şuşikənd, Şuşakənd, armeniska: Շոշ, Shosh, ryska: Шушикенд) är en ort i Azerbajdzjan.   Den ligger i distriktet Xocalı Rayonu, i den sydvästra delen av landet, 270 km väster om huvudstaden Baku. Shushikend ligger 1 024 meter över havet och antalet invånare är 527.
Terrängen runt Shushikend är lite bergig. Runt Shushikend är det ganska glesbefolkat, med 27 invånare per kvadratkilometer.. Närmaste större samhälle är Müşkapat, 16,6 km öster om Shushikend. 
Omgivningarna runt Shushikend är en mosaik av jordbruksmark och naturlig växtlighet.